# Walkersbrunn
Walkersbrunn ist ein Gemeindeteil der Stadt Gräfenberg im Landkreis Forchheim (Oberfranken, Bayern).

## Geografie
Das Kirchdorf liegt in der naturräumlichen Landschaftseinheit Erlanger Albvorland etwa drei Kilometer westnordwestlich von Gräfenberg und liegt auf einer Höhe von 437 m ü. NHN. Das Dorf liegt im oberen Tal der Schwabach, am südlichen Fuß des Albtraufes der Nördlichen Frankenalb.

## Geschichte
Die erste schriftliche Erwähnung des Dorfes war 1021, als es in einer Urkunde des römisch-deutschen Kaisers Heinrich II. mit der Bezeichnung „Waltgeresbrunnun“ genannt wurde.
Der erste Bestandteil des Ortsnamens geht auf die germanischen Personennamen Waltger bzw. Waltrich zurück, wobei walt für Gebieter und ger für Speer steht, sowie rich für mächtig. Die Endung -brunn ist nicht auf die heutige Bedeutung des Wortes Brunnen zurückzuführen, sondern wurde von den Bezeichnungen brunno (althochdeutsch) bzw. brunne (mittelhochdeutsch) abgeleitet. Diese bedeuten in etwa das sprudelnde, wie beim Brand wimmelnde Quellwasser und nehmen damit Bezug auf eine Quelle an diesem Ort.

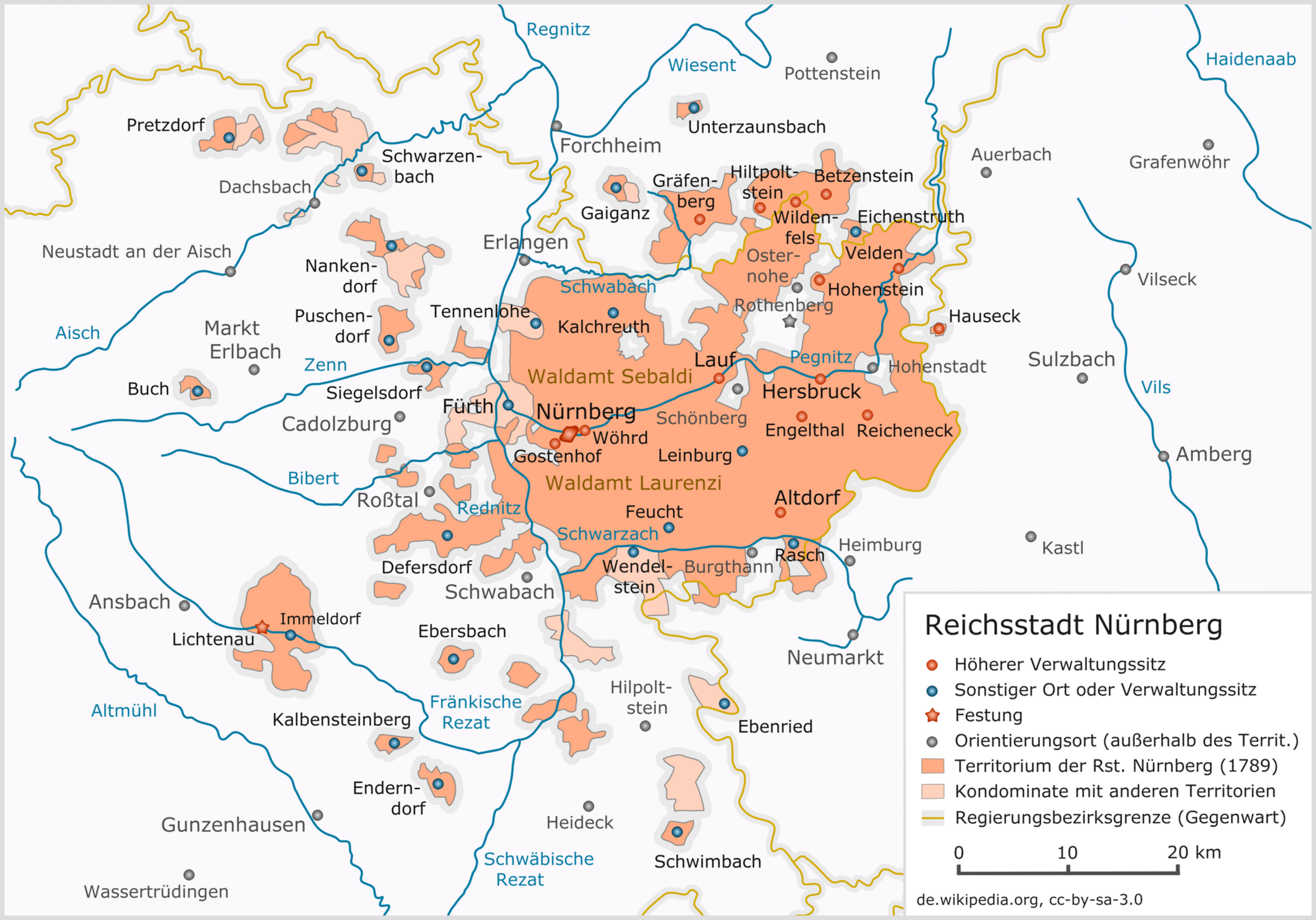
Das Landgebiet der Reichsstadt Nürnberg

1438 veräußerte die nürnbergische Patrizierfamilie Haller von Hallerstein den ihr gehörenden Ort an ihre Heimatstadt. Die Reichsstadt Nürnberg ordnete Walkersbrunn ihrem Pflegamt Gräfenberg zu, das damit in der Folgezeit die Dorf- und Gemeindeherrschaft ausübte. Die Hochgerichtsbarkeit hatte bis zum Ende des Heiligen Römischen Reiches Deutscher Nation das ebenfalls nürnbergische Pflegamt Hiltpoltstein inne. Im Jahr 1806 gelangte der Ort in den Besitz des Königreichs Bayern, als die Reichsstadt Nürnberg unter dem Bruch der Reichsverfassung annektiert wurde. Zusammen mit dem verbliebenen reichsstädtischen Landgebiet wurde damit auch Walkersbrunn bayerisch.
Durch die Verwaltungsreformen zu Beginn des 19. Jahrhunderts im Königreich Bayern wurde Walkersbrunn mit dem Zweiten Gemeindeedikt im Jahr 1818 eine Ruralgemeinde, zu der auch das Dorf Kasberg und die Weiler Rangen und Schlichenreuth gehörten. Im Zuge der Gebietsreform in Bayern wurde die Gemeinde Walkersbrunn am 1. Juli 1976 in die Stadt Gräfenberg eingemeindet.

## Verkehr
Die Anbindung an das öffentliche Straßennetz wird hauptsächlich durch die Staatsstraße 2236 hergestellt, die aus dem Nordwesten von Weingarts kommend nach dem Ort in südsüdöstlicher Richtung nach Dachstadt weiterführt. Von dieser zweigt nahe der Ortsmitte die Kreisstraße FO 42 Richtung Norden nach Kasberg ab. Im südlichen Ortsbereich zweigt von der Staatsstraße die Kreisstraße FO 28 ab, die ostsüdostwärts über Guttenburg nach Gräfenberg führt.

## Baudenkmäler

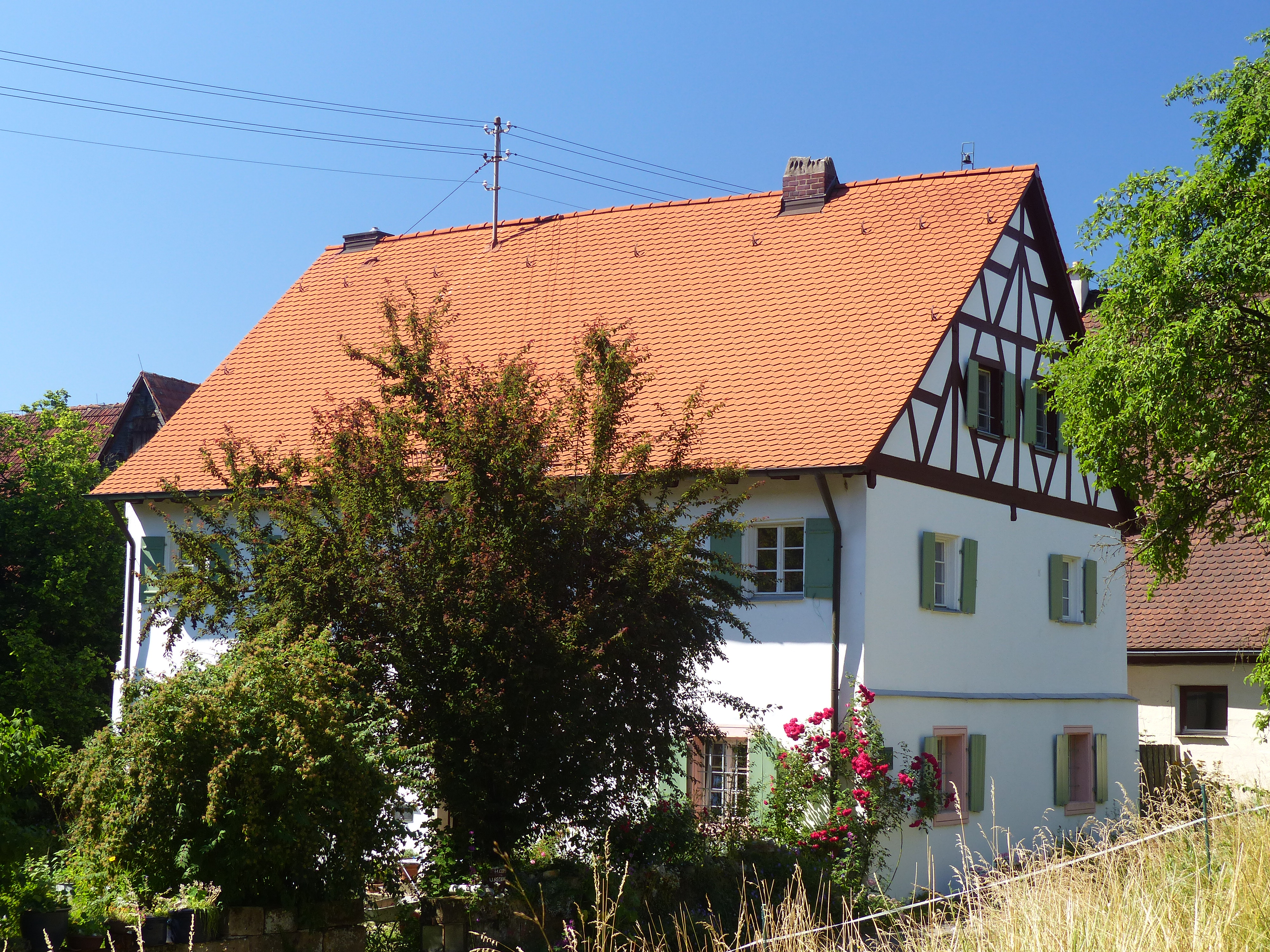
Aus dem 18. Jh. stammendes Pfarrhaus

In Walkersbrunn befinden sich neun denkmalgeschützte Bauwerke, darunter die Kirche Zu den heiligen Gräbern, mehrere Wohnstallhäuser und das örtliche Pfarrhaus. In diesem wurde der spätere Altphilologe und Historiker Martin Crusius 1526 mit dem Namen Martin Kraus (bzw. Krauß) geboren.